# Kosz rufowy

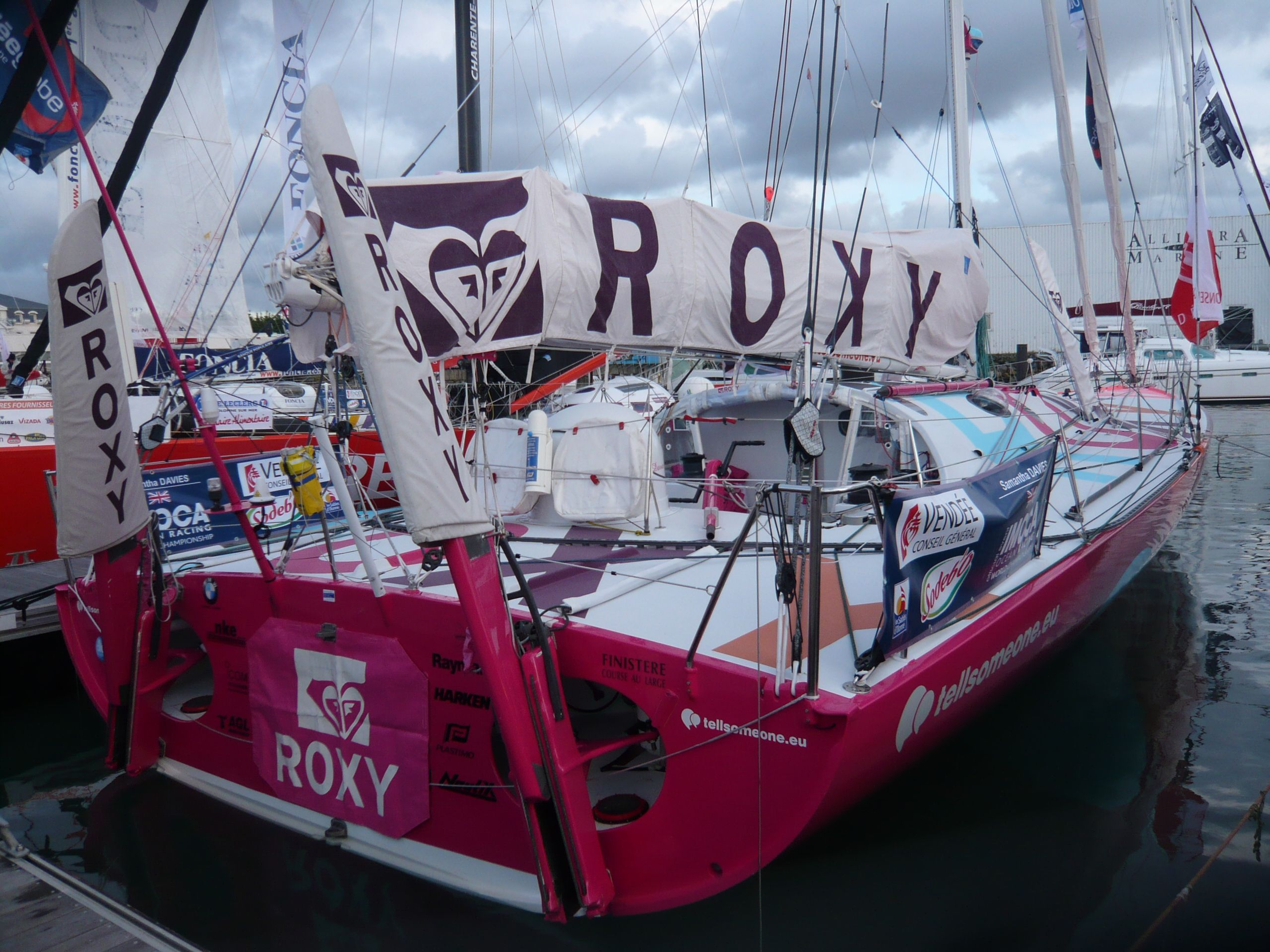
Prawy kosz rufowy

Kosz rufowy – barierka z rur zamocowana na rufie jednostki pływającej, chroniąca załogę oraz większe przedmioty przed wypadnięciem za burtę. Rury wykonane są z materiałów odpornych na działanie wody morskiej (np. stali nierdzewnej). Spotyka się kosze rufowe z możliwością zdjęcia części kosza w celu umożliwienia zejścia z jachtu podczas postoju rufą do nadbrzeża. Do kosza rufowego często są mocowane linki sztormrelingu.